# Mala (película)
Mala es una película argentina policial de 2013 coescrita y dirigida por Adrián Caetano y protagonizada por Florencia Raggi y Juana Viale. Se estrenó en Argentina el 14 de febrero de 2013.

## Argumento
Rosario (Florencia Raggi) es una mujer de treinta años de edad que dedica su vida a matar por dinero a hombres que maltratan o abusan de mujeres, sin importar la clase social ni las razones políticas. Es metódica, cuidadosa, perfeccionista, pero no siempre fue así, cuando empezó con este "trabajo" sus asesinatos eran brutales por lo torpe y el odio que cargaban. Una razón, al menos, tiene Rosario para actuar así, ese secreto que esconde en un caelidoscopio del que nunca se separa.
Fue convirtiéndose en un mito y sus asesinatos fueron cada vez más precisos, fríos y mejor remunerados. Creció su fama en la prensa, creció la cantidad de policías tras ella, y creció la recompensa. Las mujeres la buscan como a una virgen para que acabe con su martirio, sea por justicia o por un precio. Hasta que una noche la policía da con ella y la captura tras una persecución desmadrada. En la cárcel, dos policías hombres la golpean y torturan.
Eso parecía darle fin al mito, hasta que aparece María (Ana Celentano), una mujer inválida por histeria desde que su esposo Rodrigo (Rafael Ferro) la abandonó y se fue con otra mujer por no haberle dado un hijo. María logra salvar a Rosario gracias a que tiene influencias en las más altas esferas de poder. Pero la condición que María le impone a Rosario parra su liberación es que ella haga un trabajo distinto para vengarse de Rodrigo. Rosario, al no tener elección, acepta, ya que María tiene en sus manos, no su libertad, sino el caleidoscopio que tanto ansía recuperar.
Por su parte, Rodrigo está a punto de contraer matrimonio con Angélica (Juana Viale), quien está embarazada. Para María, eso no es justo, y quiere que Rosario enamore a Rodrigo y luego lo deje, para así arruinarle la vida y hacerlo sufrir. Cuando Rosario empieza su "trabajo", descubre que nada es lo que parece y lo que parecía un plan simple se convierte en un plan complejo y enfermo.

## Reparto
- Florencia Raggi ... Rosario
- Juana Viale ... Angélica
- Liz Solari ... Rosario
- María Dupláa ... Rosario
- Brenda Gandini ... Rosario (Patricia)
- Rafael Ferro ... Rodrigo
- Ana Celentano ... María
- Julián Krakov ... Carlos Javier
- Ezequiel Castaño
- Arturo Goetz
- Daniel Valenzuela
- Susana Pampín
- Laura Espínola
- Rubén Noceda
- Rogelio Gracia
- Erasmo Olivera
- Alejandro Ciancio

## Producción
Se filmó en Buenos Aires durante 2012.